# Astara (Iran)
Astara (perzijski: آستارا; također romanizirano kao Āstārā) je grad i sjedište Astarinskoga okruga koji se nalazi unutar Gilana, pokrajine Irana. Prema popisu stanovništva iz 2016. godine Astara je imala 51,579 stanovnika.

## Zemljopis
Istočno od Astare nalazi se Kaspijsko jezero. Astara je jedna od najsjevernijih gradova u Iranu. Od azerbajdžansko-iranske granice dijeli je 2 kilometara. Sjeverno od Astare nalazi se rijeka Astaračaj. Preko te rijeke nalazi se Azerbajdžan te Azerbajdžanska Astara. 

## Povijest
Astara se prvi put spominje pod imenom Astārāb u zemljopisnoj knjizi Hudud al-'Alam iz 10. stoljeća. U 14. stoljeću Astara postaje sjedište gilanskih Ispahbada. Između 16. stoljeća i 18. stoljeća astarinski tališki kanovi su bili autonomni ili nominalno podređeni upraviteljima Gilana ili Ardabila; te su u nekoliko navrata igrali važne uloge u povijesti kaspijskih provincija. Prema Vladimiru Minorskiju nije poznato je su li kasniji upravitelji Astare bili potomci gilanskih Ispahbada. Obitelj Taliških kanova je i nakon ruskoga zauzimanja Astare 1813. godine imala posebna prava.
Astara je u 18. i 19. stoljeću bila dio kratkotrajnoga Tališkoga Kanata te je kratkotrajno bila sjedište kanata. Njenu poziciju je zamijenio grad Lankoran. Nakon Turkmajčanskoga mira potpisanoga 1828. godine Astara je podijeljena na dva djela: Azerbajdžansku Astaru sjeverno od rijeke Astaračaj i na Iransku Astaru (ovaj dio) južno od rijeke Astaračaj.

## Stanovništvo
Većina stanovništva grada su Azeri koji pričaju azerski jezik. U gradu se nalazi i značajan broj Tališa. Šijiti su najbrojniji vjerski pripadnici u gradu. U gradu je također prisutna i sunitska manjina.

## Turizam
Astara ima mnoge turističke atrakcije te je zbog toga važno iransko turističko odredište. Grad ima veliku selekciju plaža te se nalazi kraj kišne šume. Godišnje Astaru posjećuju oko 6 milijuna Iranaca te oko 600 tisuća stranih turista, uglavnom s Kavkaza.